# GNewSense

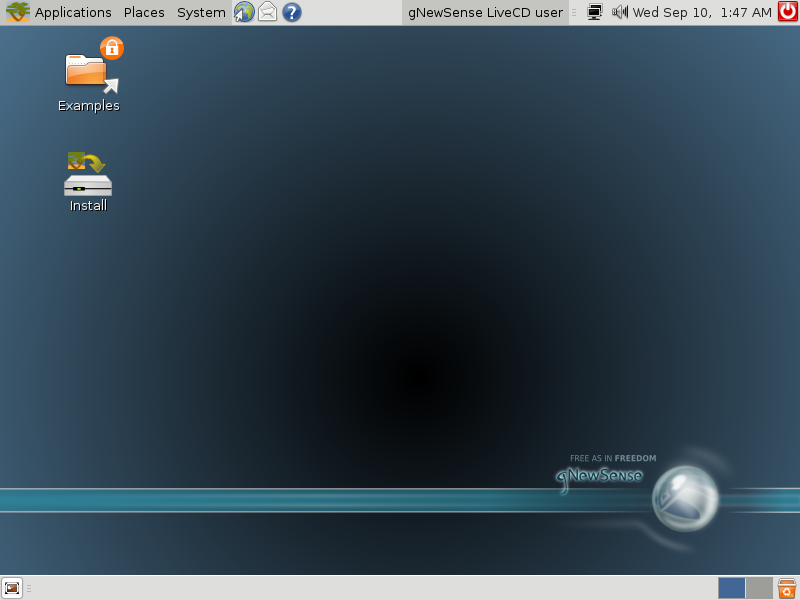
GNewSense Live CD

gNewSense este o distribuție de GNU/Linux complet liberă bazată pe Ubuntu.